# Lee Eul-yong
Dans ce nom coréen, le nom de famille, Lee, précède le nom personnel.
Lee Eul-yong (en hangeul : 이을용), né le 8 septembre 1975 à Taebaek (Corée du Sud), est un footballeur sud-coréen. Il a joué au poste de milieu de terrain avec l'équipe de Corée du Sud désormais entraîneur.

## En équipe nationale
Il a participé à la coupe du monde de football 2002 et coupe du monde 2006 ainsi qu'à la coupe d'Asie 2004. 
Il décida de prendre sa retraite internationale après un match contre Taïwan en juillet 2006 afin de laisser la place à une nouvelle génération de joueurs mais aussi pour se consacrer intégralement à son nouveau club, le FC Séoul.

## Vie privée
Lee Eul-yong est le père de Lee Tae-seok, lui aussi footballeur.

## Palmarès
- 51 sélections en équipe nationale et 3 buts
- 4e de la Coupe du monde de football de 2002 avec la Corée du Sud